# Джерден, Дэйв
Дэйв Джерден (англ. Dave Jerden; 25 июля 1949, США — 5 февраля 2025, Лос-Анджелес, Калифорния) — американский музыкальный продюсер и звукоинженер, наиболее известный по работе с Talking Heads, Public Image Limited, Rolling Stones, Alice in Chains и The Offspring.
Дэйв Джерден родился в музыкальной семье, его отец был басистом. В 14 лет Джерден начал играть в местной музыкальной группе Praying Mantis, отец купил ему бас-гитару Fender. Позднее Джерден играл в группе Electric Circus вместе с вокалистской Ланой Хэйл, дочерью Алана Хэйла-младшего, известного по телесериалу «Остров Гиллигана». Он хотел стать звукоинженером, так как проводил много времени в студии с отцом, и в 25 лет поступил в University of Sound Arts, чтобы получить музыкальное образование. После окончания школы вместе Джерден открыл студию Smoketree в Калифорнии вместе со старым товарищем Дагом Перри. Через семь месяцев Джерден сменил работу и перешёл в студию Redondo Pacific, а позже оказался в Eldorado Recording Studios.
В Eldorado Studios Джерден некоторое время был единственным звукоинженером, поэтому ему пришлось много работать. Он занимался различными стилями, включая кантри, диско и рок-музыку. Через год работы в студии Джерден познакомился с Брайаном Ино. Ино был впечатлён работой Джердена и решил воспользоваться услугами студии для записи совместного альбома с Дэвидом Бирном — My Life in the Bush of Ghosts. Сразу после завершения работ над альбомом Ино позвонил Джердену и предложил продолжить сотрудничество с Talking Heads. Джерден согласился. Так появился альбом Remain in Light.
После успеха My Life in the Bush of Ghosts с Джерденом связался представитель джазового пианиста Херби Хэнкока. Джерден познакомился с Хэнкоком во время записи альбома Lite Me Up, ставшего провальным. Тем не менее, Джердена пригласили для работы над следующим альбомом Хэнкока совместно с Биллом Ласвеллом. Пластинка получила название Future Shock и пользовалась большим успехом. Сингл «Rockit» получил «Грэмми» в категории «R&B исполнение», а видеоклип — несколько премий MTV.
После того, как Джерден закончил работу над альбомом Dirty Work Rolling Stones, его руководитель сказал, что многие музыканты хотели бы, чтобы он продюсировал их записи. Джердену посчастливилось работать со несколькими успешными продюсерами в качестве звукоинженера, так что он многому научился у них. Вначале он выполнял подобную работу неосознанно, когда неопытные продюсеры не могли помочь исполнителям. В конце концов он переключился на продюсерскую деятельность целиком.
В конце 1980-х Джерден продюсировал группы альтернативного рока. Альбомы Jane's Addiction Nothing’s Shocking (1988) и Ritual de lo Habitual (1990), а также Alice in Chains Facelift (1990) и Dirt (1992) принесли Джердену мировую славу. Среди прочих примечательных работ Джердена Anthrax — Sound of White Noise (1993) и The Offspring — Americana (1998).
В 2000-х Дэйв Джерден прекратил активную деятельность, продолжая время от времени продюсировать отдельные работы, большую часть времени экспериментируя с новыми способами звукозаписи. Джерден является совладельцем студии Tranzformer Studios в Бёрбанке, штат Калифорния.
Последней работой Джердена стал вышедший в 2015 году альбом Rare Breed группы The Shrine.
Скончался 5 февраля 2025 года в Лос-Анджелесе в возрасте 75 лет.